# Сегрейв, Стефан (юстициарий)
Стефан Сегрейв (англ. Stephen Seagrave; до 1182 — 9 ноября 1241, аббатство Сент-Мэри-де-Пре, Лестершир, Англия) — английский государственный деятель, юстициарий Англии в 1232—1234 годах. Принадлежал к рыцарскому сословию, сделал административную карьеру. Занимал должности судьи и шерифа в ряде графств. В борьбе между королём Генрихом III и оппозиционными баронами, которых возглавляли Хьюберт де Бург и Ричард Маршал, был на стороне монарха. После примирения Генриха с лордами оказался в опале (1234 год), позже вернулся на службу. Потомками Стефана являются бароны Сегрейв.

## Биография
Стефан Сегрейв был сыном Гилберта Сегрейва, который в 1166 году получил как вассал Уильяма де Бомона, 3-го графа Уорик, поместья Сегрейв в Лестершире и Брайлес в Уорикшире. В правление Ричарда Львиное Сердце Гилберт был заместителем шерифа в этих двух графствах и судьёй в Лестершире и Линкольншире.
Стефан родился до 1182 года. После смерти отца он унаследовал семейные владения. Известно, что Сегрейву достался и долг перед короной в размере 112 фунтов; в 1208 году половина этого долга была прощена в благодарность тестю Стефана за верную службу. Во время Первой баронской войны Сегрейв сохранил преданность королю Джону Безземельному, и тот наградил его конфискованными владениями одного из мятежников, Стефана де Ганта, в Линкольншире и Лестершире, а также поместьем Кинетон в Уорикшире (1216 год). После восшествия на престол Генриха III Сегрейв продолжил успешную карьеру. С 1217 года он выполнял обязанности судьи, заседая в Бедфордшире (1217—1218), в Вестминстере (1218 год и позже), Уорикшире и Лестершире (1220), Ноттингемшире, Бедфордшире и Дербишире (1226—1227), Йоркшире (1231). В 1221—1223 годах Сегрейв был шерифом Эссекса и Хартфордшира, в 1222—1224 — Линкольншира, в 1229—1234 — Уорикшира, Лестершира и Нортгемптоншира.
Благодаря карьере Сегрейв богател и расширял свои владения — за счёт королевских пожалований (так, в 1220 году Генрих III передал ему поместье Олконбери в Хантингдоншире) и покупок. В 1232 году он выкупил все доходы Бедфордшира, Бэкингемшира, Уорикшира и Лестершира. В 1229 году Сегрейв стал одним из главных советников короля, а после отъезда Генриха в Бретань в 1230 году остался в Англии в качестве юстициария. Когда главный юстициарий королевства Хьюберт де Бург был снят с должности (1232), король назначил на этот пост Стефана, передав ему в управление замки Дувр, Рочестер, Кентербери, Виндзор, Хартфорд и Колчестер.
В это время в Англии обострилась внутриполитическая борьба: многие бароны были недовольны засильем в окружении короля советников-иностранцев во главе с Пьером де Рошем. Де Бург считался неформальным лидером оппозиции, а Сегрейв, принадлежавший к королевской «партии», настаивал на его казни за измену. Вскоре де Бург оказался в Тауэре, но его место занял Ричард Маршал, 3-й граф Пембрук. Стефан убеждал короля в необходимости жёстких действий против недовольных; епископы в октябре 1233 года пригрозили отлучить его от церкви за «дурные советы», но в конце концов ограничились общим порицанием тем, кто «обратил сердце короля против его верных подданных». В ноябре того же года Генрих III двинул армию в Валлийскую марку — против Маршала и его союзника Лливелина Великого. Сегрейв сопровождал монарха и при Гросмонте, где королевская армия была разбита, смог спастись бегством. Когда король пообещал Маршалу помилование при условии капитуляции (декабрь 1233), Сегрейв передал графу, что советует ему согласиться; однако в апреле, во время переговоров с юстициарием Ирландии, Маршал был смертельно ранен. Стефана подозревали в причастности к этому предательству, так что он стал объектом всеобщей ненависти.
В мае 1234 года король примирился с лордами. Для Сегрейва это стало началом опалы: его отстранили от всех должностей, лишили пяти поместий, обязали отчитаться о расходах. Он укрылся в аббатстве Сент-Мэри-де-Пре близ Лестера. Заручившись поддержкой архиепископа Кентерберийского, Сегрейв предстал перед Генрихом III в Вестминстере 14 июля того же года. Король назвал его «подлым предателем» за то, что он злоумышлял против Хьюберта де Бурга и других лордов, но по просьбе архиепископа дал отсрочку для ответа на обвинение до Михайлова дня. Известно, что Сегрейв пытался оправдаться, возложив всю вину на Пьера де Роша и Уолтера Моклерка; в феврале 1235 года он заплатил штраф в тысячу марок, но королевская милость к нему вернулась только в июне 1236 года. Ещё годом позже папский легат примирил Стефана с лордами, которых он оскорбил.
Сегрейв был назначен судьей Честера и, по-видимому, снова стал одним из ближайших советников короля. Перед смертью он постригся в монахи в августинском аббатстве Сент-Мэри-де-Пре; там Стефан и умер 9 ноября 1241 года (по данным Матье Парижского). Существует мнение, что, поскольку король принял на себя управление землями Сегрейва 13 октября, смерть последнего произошла раньше; но остаётся вариант, при котором Стефан отказался от всего имущества до пострижения, а значит, данные хрониста верны.
Матье Парижский дал развёрнутую характеристику личности Сегрейва. По его словам, своим возвышением Стефан был обязан исключительно собственным усилиям, он легко поддавался чужому влиянию, больше заботился о своих интересах, чем об общественном благе, но при этом делал некоторые вещи, благодаря которым заслужил спокойную кончину. В частности, Стефан был благочестивым человеком и помогал монастырям — аббатствам Сент-Мэри-де-Пре и Стоунли и цистерцианскому аббатству Комб в Уорикшире.

## Семья
Стефан Сегрейв был женат дважды. Первой его женой стала Рохеза ле Диспенсер, дочь Томаса ле Диспенсера из Бёртона и сестра Хью I ле Диспенсера; второй — Ида (Эла) Гастингс, дочь Уильяма II Гастингса и Марджори Биго. Ида после смерти мужа вступила во второй брак, с Гуго де Пешем.
У Стефана было четверо детей:
- Джон Сегрейв (умер в 1231 году);
- Гилберт Сегрейв (умер в 1254 году);
- Стефан Сегрейв;
- Элеанора Сегрейв[5][2].

Наследником отца стал Гилберт, старший из переживших его сыновей от первой жены. Сын Гилберта Николас в 1295 году стал первым бароном Сегрейвом.